# Ichnopus spinicornis
Ichnopus spinicornis är en kräftdjursart som beskrevs av Boeck 1861. Ichnopus spinicornis ingår i släktet Ichnopus och familjen Lysianassidae. Inga underarter finns listade i Catalogue of Life.